# 寛平・延喜東国の乱
寛平・延喜東国の乱（かんぴょうえんぎとうごくのらん）は、平安中期に東国で発生した群盗による乱。889年（寛平元年）、物部氏永（もののべのうじなが）等が蜂起した。

## 概要
8世紀末から9世紀にかけて軍団が廃止され、常置の国家正規軍がなくなり地方で治安維持のための健児の制度が主体となったが、地方の治安は悪化し、国衙の厳しい調庸取り立てに反抗した群盗の横行が全国的に常態化するようになっていた。特に東国では9世紀半ばから後半を通じて俘囚の反乱が相次ぎ、群盗の活動の活発化と相まって、治安悪化が顕著であった。朝廷はこれらの鎮圧のために軍事貴族層を国司として派遣するとともに、国衙に検非違使等を設置するなどの政策をとっていったが、群盗の活動は収まらず乱が発生したものである。
寛平・延喜東国の乱の詳細は不明であるが、その鎮圧には10年余りかかったことが『扶桑略記』や『日本紀略』に記載されており、鎮圧後も、東国では「僦馬の党」の横行が顕著であるなど安定しなかった。
これらの鎮圧過程で延喜年間に軍制の改革が進められ、国衙の軍事動員に対する規制が緩和された（国衙軍制）。従来は中央政府に発兵権があったが、国毎に警察・軍事指揮官として押領使を任命し、中央からの「追討官符」を受けた受領の命令で押領使が国内の武士を動員して反乱を鎮圧する体制に移行したとする説がある。
平高望、藤原利仁、藤原秀郷らが鎮圧の勲功を受けた。坂東平氏の東国支配の要因ともなった。